# Magnus Lindén
Magnus Lindén (* 6. März 1979 in Kungsbacka) ist ein schwedischer Handballtrainer und ehemaliger Handballspieler.

## Karriere

### Verein
Der 2,00 m große linke Rückraumspieler spielte bis 1996 für seinen Heimatverein HK Aranäs. Für Redbergslids IK lief er in der ersten schwedischen Liga auf. In den Jahren 1997, 1998, 2000, 2001 und 2003 wurde er mit dem Göteborger Verein schwedischer Meister. International nahm er an der EHF Champions League, dem Europapokal der Pokalsieger und dem EHF-Pokal teil. In der Saison 2005/06 stand er beim spanischen Verein BM Alcobendas in der Liga ASOBAL unter Vertrag. Anschließend kehrte er nach Schweden zum Ystads IF HF zurück, bei dem er 2010 seine Laufbahn beendete.
Von 2012 bis 2017 war Lindén Assistenztrainer bei Aranäs und anschließend bei Ystads IF.

### Nationalmannschaft
In der schwedischen A-Nationalmannschaft debütierte Lindén beim 28:28 mit einem Treffer gegen Deutschland am 25. Oktober 1998 in Dresden. Bei der Europameisterschaft 2000 kam er in zwei Kurzeinsätzen auf 14 Minuten Gesamtspielzeit und blieb ohne Torerfolg. Am Turnierende gewann er mit Schweden die Goldmedaille. Bis 2005 bestritt er 44 Länderspiele, in denen er 67 Tore erzielte.